# Great Zwans Exhibition

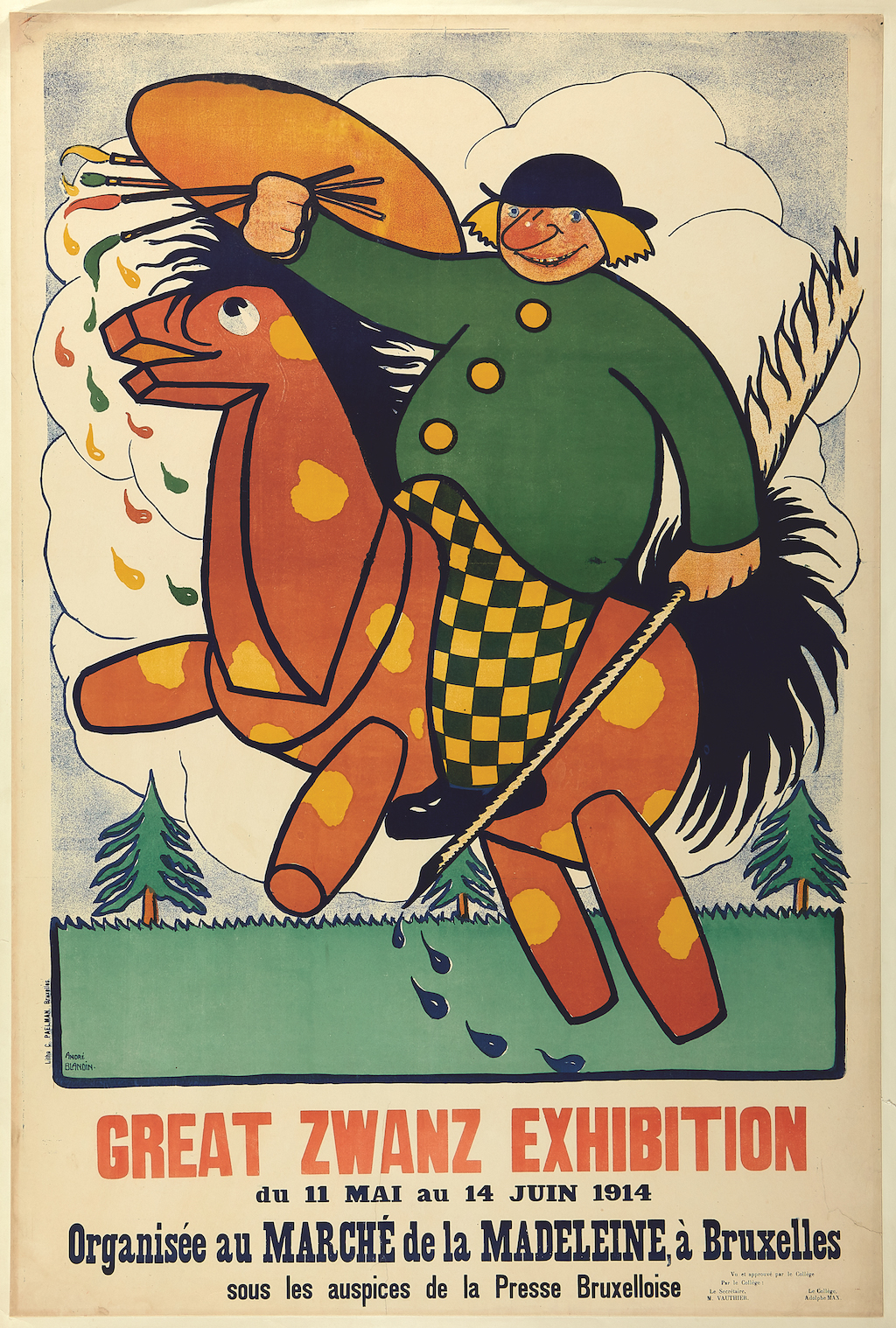
Affiche van Blandin voor de editie van 1914

De Great Zwans Exhibitions waren een reeks parodiërende exposities in het Brussel van de Belle Epoque (1885, 1887, 1914). In deze tentoonstellingen waren werken opgenomen die de abstracte kunst, het dadaïsme en het surrealisme aankondigden. Zwanze is een Brusselse vorm van humor.

## Voorgeschiedenis: Musée Ghémar
De fotograaf Louis Ghémar opende in 1868 een eigen museum in Brussel, waar hij gravures en schilderijen tentoonstelde die door pastiche of parodie eigentijdse kunstenaars op de hak namen. Dit nam soms een vorm aan die vooruit lijkt te lopen op dadaïsme of anti-art, zoals het volledig witte doek Un pardon en Bretagne, toegelicht in de catalogus. Vooral de 'salon' van 1870, die deels plaatsvond in de ondergrondse Zennecollector in aanbouw, trok de aandacht.

## Great Zwans Exhibitions
De kunstenaarsgroep L'Essor hield in 1885 een tentoonstelling die de spot dreef met Les XX. Deze Exposition universelle burlesque vond plaats in de museumruimte van de Passage du Nord. Behalve de invloed van Ghémar zal ook het voorbeeld van Parijs hebben meegespeeld, waar Jules Lévy in 1882 de association des Incohérents had opgericht. De opbrengst van de Brusselse tentoonstelling ging naar de werkloze arbeiders.
In 1887 kreeg het initiatief een vervolg. Doelwit van dienst waren de neoimpressionisten.
Op de vooravond van de Eerste Wereldoorlog organiseerde de groep een derde Great Zwanz Exhibition (van 11 mei tot 14 juni 1914 in de Brusselse Magdalenazaal). André Blandin ontwierp de affiche. Onder de deelnemers waren Ensor, Evenepoel, Crespin, Khnopff en Laermans.

## Voetnoten
1. ↑  Zie Catalogue du Musée Ghémar. Exposition fantaisiste des œuvres principales de l'art contemporain (1868) en de tweede editie Musée Ghémar. Catalogue illustré du salon de 1870. Exposition fantaisiste des œuvres principales de l'art contemporain
2. ↑  Catalogue de la Great Zwans Exhibition, 1885, 36 p.